# ظفرآباد (شیراز)
ظفرآباد (شیراز)، دهستانی از توابع بخش مرکزی شهرستان شیراز در استان فارس ایران است.
روستای ظفرآباد یکی از قدیمی‌ترین روستاهای استان فارس محسوب می‌شود.
با رشد صادرات محصولات کشاورزی در سالهای اخیر و راه اندازی کارگاه‌های سورت و بسته‌بندی محصولات کشاورزی و باغی، ظفرآباد به قطب صادرات محصولات در منطقه تبدیل شده و علاوه بر ایجاد اشتغال برای مردم روستا، برای مردم منطقه نیز اشتغال مستقیم و غیر مستقیم ایجاد شده‌است. مهم‌ترین محصولات صادراتی ظفرآباد شامل سبزیجات، کاهو، کلم، هندوانه، کدو، انگور و چغندر می‌باشد که به‌صورت مستقیم از طریق فرودگاه شیراز به کشورهای منطقه از جمله امارات، قطر، عمان و روسیه صادر می‌شود.
آب روستای ظفراباد یکی از بهترین و تمیزترین آب‌های آشامیدنی شناخته شده‌است، این آب از کوه‌های روستای ظفرآباد سرچشمه می‌گیرد.
مکان‌های تفریحی زیادی هم در کوه‌های ظفرآباد وجود دارد.

## جمعیت
این دهستان در منطقه قره باغ قرار دارد و براساس سرشماری مرکز آمار ایران در سال ۱۳۹۵ جمعیت آن حدود پنج هزار نفر سرشماری شده‌است.